# Нова Гута (Шосткинський район)
Нова́ Гу́та — село в Україні, у Середино-Будській міській громаді Шосткинського району Сумської області. До 2020 орган місцевого самоврядування — Старогутська сільська рада.
Населення становить 98 осіб.

## Географія
Село Нова Гута знаходиться на березі річки Уличка, вище за течією на відстані 1 км розташоване село Гаврилова Слобода, нижче за течією на відстані 3,5 км розташоване село Стара Гута. Село оточене великим лісовим масивом (сосна, береза).

## Символіка
На гербі зображений герб родини Кочубеїв - серце з двома хрестаами. Дві склодувні трубка символізують Кочубеївський склодувний завод, що діяв у селі і був одним з найбільших підприємств своєї галузі в Чернігівській губернії. Чарка символізує винокурництво, в селі займалися виробництвом спирту.

## Історія
За припущенням А. М. Лазаревського, Нова Гута була заснована полтавським полковником Василем Васильовичем Кочубеєм близько середини XVIII століття.
Василь Кочубей доводився старшим сином засновнику Старої Гути Василю Леонтійовичу Кочубею. Близько сорока років свого життя він провів на службі в Малоросійському війську, брав участь у багатьох військових походах, був знатним військовим товаришем (1708–1718), бунчуковим товаришем і полтавським полковником (1727–1743). Після смерті свого молодшого брата Федора, яка настала наприкінці 1729 р., він успадкував Стару Гуту і між 1729 і 1743 рр. поселив поблизу неї Нову Гуту і побудував в ній скляний завод.
21 серпня 1743 В. В. Кочубей помер. Після його смерті Нова Гута зі скляним заводом перейшла у спадок до його сина, Глухівського підкоморія і предводителя дворянства Глухівського повіту Василя Васильовича Кочубея. На момент проведення Румянцевим опису Малоросії 1765–1768 рр. за ним в селі числилося 50 дворів і 26 бездворових хат. У 13 з них проживали ремісники, а в 45 — винокури. Винокури були заможними людьми і мали у власності від трьох до шести винокурних котлів. Найбільш багатими серед них були Карпенки, батько і син, які мали по чотири найманих працівника і мали по шість винокурних котлів, по шість коней і по 20 свиней. Великими були господарства і у селян Полошкіних, Сави і Григорія, які мали по три винокурних котла і на них працювало по два найманих працівника. Вироблений на винокурнях спирт вони відвозили для продажу в Городище, Миргород, Гадяч та інші населені пункти України. Однак не всі жителі Нової Гути були заможними людьми. Багато з них жили на власницькій землі, користувалася невеликими садибними ділянками і змушені були працювати за найм на винокурнях своїх сусідів або в навколишніх селах.
Після смерті В. В. Кочубея, яка настала до 1792 р., Нова Гута перейшла у спадок до його сина — предводителя дворянства Глухівського повіту Василя Васильовича Кочубея (бл. 1750 — 03.1800), а від нього до його дружини Олени Василівни Туманської (1762 — 23.12.1836) і трьом синам: Олександру, Дем'яну і Аркадію.
Навесні 1826 Кочубеї розділили між собою успадковані маєтки і закріпили Нову Гуту за молодшим сином спадкодавця дійсним таємним радником Аркадієм Васильовичем Кочубеєм, а після смерті Є. В. Туманської затвердили вказаний розділ через Глухівський земський суд.
У володінні А. В. Кочубея Нова Гута перебувала до його смерті, яка настала 4 березня 1878 р., після чого перейшла у спадок до його сина — таємного радника і голови імператорського Російського технічного товариства Петра Аркадійовича Кочубея (17.06.1825 — 15.12.1892), а від нього — до його сина, предводителя дворянства Глухівського повіту Василя Петровича Кочубея. У цей час в селі працювали 1 лавка, 1 вітряк і 1 крупорушка.
На момент проведення Румянцевим опису Малоросії (1765–1768 рр.) у Новій Гуті вже діяла дерев'яна Захаріє-Єлисаветинська церква, при якій працювали церковно-приходська школа і госпіталь. Церква була побудована предками Аркадія Кочубея і двічі перебудовувалася в 1848 і в 1905 рр. Прихід Захаріє-Єлисаветинської церкви був великим і в 1887 році налічував 1015 парафіян. За церквою був закріплений житловий будинок та 5 десятин землі.
Богослужіння у церкві тривали до кінця 20-их — початку 30-их років ХХ століття, після чого її закрили і передали місцевому колгоспу під склади. У 1942 році склади були зруйновані, і від колишньої церкви нічого не залишилося.
Напередодні скасування кріпацтва, 1859 року у власницькому селі Новгород-Сіверського повіту Чернігівської губернії мешкало 637 осіб (317 чоловічої статі та 320 — жіночої), налічувалось 144 дворових господарства, існувала православна церква
У 1870 р. (за іншими даними в 1871 р.) році в селі була відкрита земська школа, у якій в 1901 році навчалося 55 хлопчиків і 23 дівчинки. Школа знаходилася в громадському будинку і утримувалася за рахунок коштів земства і сільського товариства.
Станом на 1886 у колишньому власницькому селі Протопопівської волості мешкало 945 осіб налічувалось 146 дворових господарств, існували православна церква, школа, лавка, вітряний млини, крупорушка, відбувався щорічний ярмарок.
За даними на 1893 рік у поселенні мешкало 1213 осіб (558 чоловічої статі та 550 — жіночої), налічувалось 187 дворових господарства.
За переписом 1897 року кількість мешканців зросла до 1102 осіб (563 чоловічої статі та 539 — жіночої), з яких всі — православної віри.
12 червня 2020 року, відповідно до Розпорядження Кабінету Міністрів України № 723-р «Про визначення адміністративних центрів та затвердження територій територіальних громад Сумської області» увійшло до складу Середино-Будської міської громади.
19 липня 2020 року,  в результаті адміністративно-територіальної реформи та ліквідації Середино-Будського району, село увійшло до Шосткинського району.

#### Російське вторгнення в Україну (з 2022)
30 червня 2024 року оперативне командування “Північ” повідомило про чергові обстріли села. Зафіксовано 3 вибухи, ймовірно ствольна артилерія 152 мм.
26 серпня 2024 року російські загарбники продовжували обстрілювати прикордонні території Сумської області. Зокрема в селі було зафіксовано  4 вибухи, ймовірно ствольна артилерія 152 мм.     